# 小草莓钟螺
小草莓钟螺（学名：Clanculus margaritarius），是原始腹足目钟螺科Clanculus的一种。主要分布于越南、马来西亚、印度尼西亚、韩国、中国大陆、台湾，常栖息在潮间带。